# Dalabyggð
Dalabyggð è un comune islandese della regione di Vesturland. L'abitato principale è Búðardalur.